# Sixten Svensson
Sixten Helge Svensson, född 26 mars 1940 i Hässleholms församling i dåvarande Kristianstads län, död 21 juni 2024, var en svensk journalist, fotograf, TV-producent och författare.
Sixten Svensson är son till smeden Johan Enoch Svensson och Helga Nilsson. Han blev i unga år fotograf och har senare verkat som  journalist, TV-producent och författare. Han var producent för Fräcka fredag 1988 med Malena Ivarsson som programledare. Vidare ledde han Elupproret efter orkanen Gudrun 2005 vilket ledde till en lagändring så att elbolagen måste betala ersättning vid längre strömavbrott. Med anledning av elupproret togs han in på tidskriften Fokus lista över 00-talets viktigaste personer. Han mottog Kvällspostens årliga Filurpris 2005 för att ha drivit de stormdrabbades talan mot Sydkraft.
Inför valet 2014 satsade han på en politisk karriär för Vänsterpartiet i Osby kommun.
Han är författare till en rad böcker och han var ansvarig utgivare för tidskrifterna Silverpilen 1978–1979, Lill-Allers månadstidning 1978–1979, Snurre Skutt – den nya vänliga serietidningen 1978–1979, Prärie-nytt med Buffalo Bill-serier 1979 och Broomm – serietidning för motorbitna 1979.
Sixten Svensson gifte sig 1965 med apotekstekniker Barbro Yngve (född 1945) och har två döttrar, födda 1965 och 1968.